# Ивашка (река, впадает в Берингово море)
Ивашка — река в России, на северо-востоке полуострова Камчатка.
Длина реки — 84 км. Площадь водосборного бассейна — 770 км². Протекает по территории Карагинского района Камчатского края.
Впадает в Карагинский залив.
Названа в конце 18 века казаками, в основе лежит русское имя Иван. В то время также упоминалась как Панкара. Корякское название реки Эмиваям, в переводе означает «цельная река».

## Притоки
Объекты перечислены по порядку от устья к истоку.
- 17 км: Вээнхаваям
- 20 км: река без названия[уточнить]
- 40 км: Кулегываям
- 45 км: Окессынваям

## Данные водного реестра
По данным государственного водного реестра России относится к Анадыро-Колымскому бассейновому округу.
Код объекта в государственном водном реестре — 19060000312120000009561.